# Copa del Món de Futbol de 1974 - Grup 1
El Grup 1 de la Copa del Món de Futbol 1974, disputada a l'Alemanya Occidental, estava compost per quatre equips, que s'enfrontaren entre ells amb un total de 6 partits. Els dos millors classificats passaren a jugar la segona fase.

## Integrants
El grup 1 està integrat per les seleccions següents:
| Alemanya Oriental | Alemanya Occidental | Xile | Austràlia |
| ----------------- | ------------------- | ---- | --------- |

## Classificació
| Pos | Equip               | PJ | PG | PE | PP | GF | GC | DG | Pts | Classificació           |
| --- | ------------------- | -- | -- | -- | -- | -- | -- | -- | --- | ----------------------- |
| 1   | Alemanya Oriental   | 3  | 2  | 1  | 0  | 4  | 1  | +3 | 5   | Avança a la segona fase |
| 2   | Alemanya Occidental | 3  | 2  | 0  | 1  | 4  | 1  | +3 | 4   | Avança a la segona fase |
| 3   | Xile                | 3  | 0  | 2  | 1  | 1  | 2  | −1 | 2   |                         |
| 4   | Austràlia           | 3  | 0  | 1  | 2  | 0  | 5  | −5 | 1   |                         |

## Partits

### Alemanya Occidental vs Xile
| Alemanya Occidental | 1–0     | Xile |
| ------------------- | ------- | ---- |
| Breitner 18'        | Informe |      |

### Alemanya Oriental vs Austràlia
| Alemanya Oriental               | 2–0     | Austràlia |
| ------------------------------- | ------- | --------- |
| Curran 58' (p.p.) · Streich 72' | Informe |           |

### Austràlia vs Alemanya Occidental
| Austràlia | 0–3     | Alemanya Occidental                     |
| --------- | ------- | --------------------------------------- |
|           | Informe | Overath 12' · Cullmann 34' · Müller 53' |

### Xile vs Alemanya Oriental
| Xile        | 1–1     | Alemanya Oriental |
| ----------- | ------- | ----------------- |
| Ahumada 69' | Informe | Hoffmann 55'      |

### Austràlia vs Xile
| Austràlia | 0–0     | Xile |
| --------- | ------- | ---- |
|           | Informe |      |

### Alemanya Oriental vs Alemanya Occidental
| Alemanya Oriental | 1–0     | Alemanya Occidental |
| ----------------- | ------- | ------------------- |
| Sparwasser 77'    | Informe |                     |